# IPhone 15
iPhone 15 a iPhone 15 Plus jsou chytré mobilní telefony, vyvinuté a vyrobené americkou společností Apple. Jedná se o 17. generaci mobilních telefonů iPhone, společně s variantami iPhone 15 Pro a iPhone 15 Pro Max, které nahrazují předchozí 16. generaci – iPhone 14, 14 Plus, 14 Pro a 14 Pro Max. Hlavní změnou bylo nahrazení konektoru Lightning za USB-C a převzetí 48Mpix fotomodulu z předchozího modelu iPhonu 14 Pro a 14 Pro Max.
iPhone 15 spolu s jeho variantami, byly představeny 12. září 2023 na Apple Event konferenci v Apple Parku v kalifornském Cupertinu.

## Historie
V roce 2021 navrhla Evropská komise, aby měla všechna zařízení v Evropské unii konektor USB-C včetně mobilů iPhone, které měly vlastní Lightning. Následující rok, v říjnu 2022, Apple potvrdil, že se podřídí Evropské unii a zahrne do svých mobilních telefonů konektor USB-C.
iPhone 15, společně s 15 Plus, 15 Pro, 15 Pro Max a Apple Watch Series 9 a Ultra 2. generace byly představeny na konferenci Apple Event, Wonderlust, 12. září 2023 v kalifornském Cupertinu.
Telefony se přehřívají.

## Specifikace

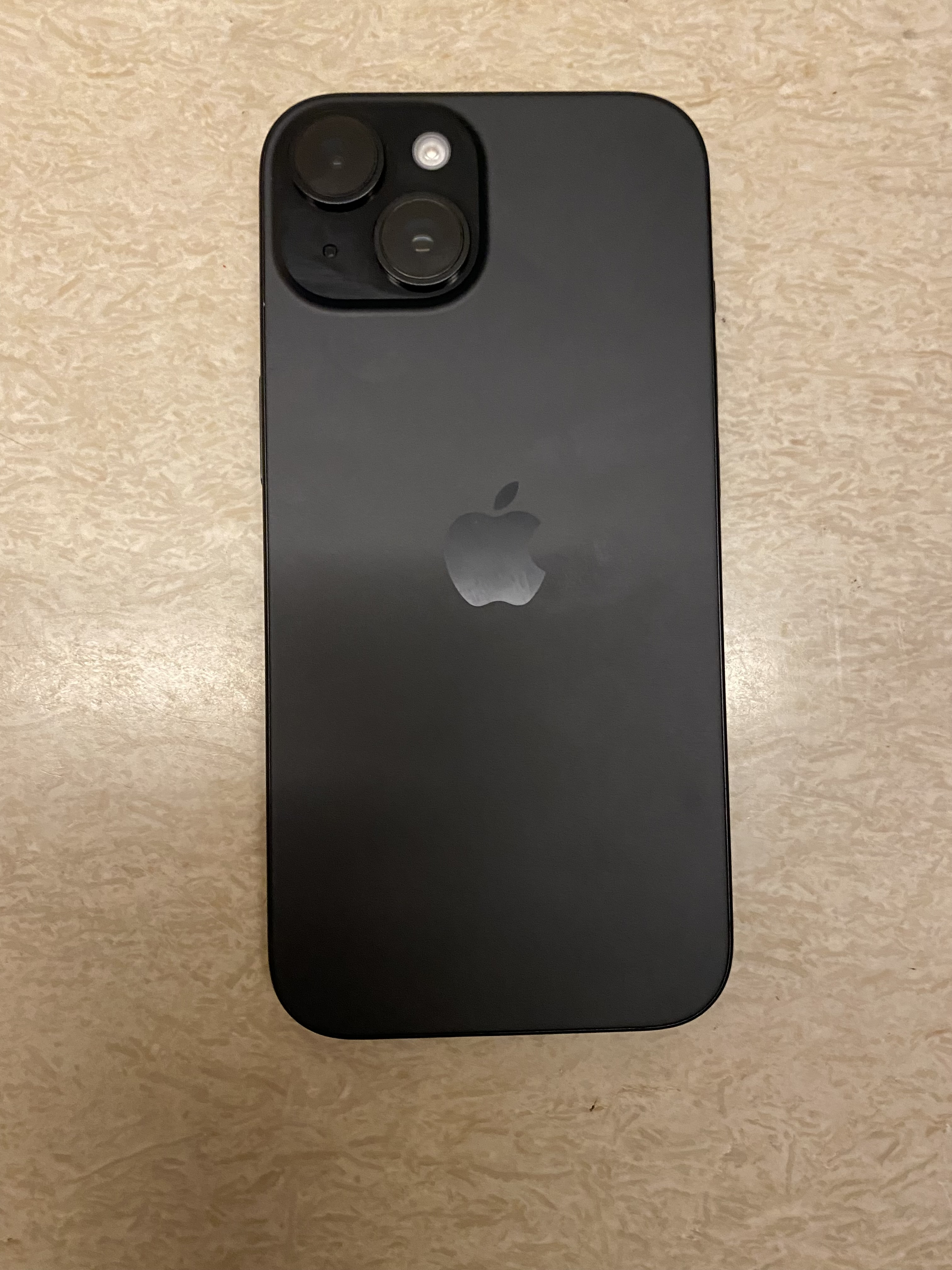
Zadní část telefonu IPhone 15

iPhone 15 a 15 Plus staví na podobných komponentách jako iPhone 14, totožné jsou téměř i designově. Jedna z největších změn proběhla na přední straně telefonu, kde se zdědil Dynamic Island z předchozího iPhonu 14 Pro. Oba modely mají 6GB operační paměť, a ochranu proti vodě a prachu s certifikátem IP68 – do 6 metrů hloubky na 30 minut.

### Hardware

#### Čipset
iPhone 15 a iPhone 15 Plus mají systém na čipu Apple A16, který tradičně přejali od lepšího předchozího modelu 14 Pro. Apple A16 je tvořen 5nm technologií 5N společností TSMC. V čipsetu se nachází 6jádrové CPU – dvěma vysoce-výkonnostními jádry „Everest“ a čtvyřmi energeticky-efektivních jader „Sawtooth“, 5jádrovým GPU, 16jádrovým Neural Enginem.

#### Displej
iPhone 14 má 6,1palcový, 15cm, displej s technologií True Tone Super Retina XDR OLED s rozlišením 2 556 × 1 179 pixelů, přičemž hustota pixelů je 460 PPI (pixels per inch). iPhone 14 Plus má 6,7palcovou, 17cm, obrazovku se stejnou technologií s rozlišením 2 796 × 1 290 pixelů a hustotou pixelů asi 460 PPI; oba modely pak mají standardní jas 1 000 nitů, maximální HDR až 1 600 nitů a maximální venkovní jas až 2 000 nitů.

#### Kamera
iPhone 15 a 15 Plus jsou vybaveny stejným kamerovým systémem se třemi fotoaparáty – jedním předním 12Mpix fotoaparátem s clonou ƒ/1,9 a dvěma zadními fotoaparáty – 48Mpix s clonou ƒ/1,6 a 12Mpix ultraširokým s clonou ƒ/2,4.
Všechny modely iPhone 15 podporují alternativní režim DisplayPort přes USB-C s HDR až do rozlišení 4K. Předchozí modely do iPhone 14 měly s adaptérem Lightning maximální podporované rozlišení 1 600 x 9 00 (o něco méně než 1080p) kvůli technickým omezením konektoru Lightning.

#### Baterie
U iPhonů 15 a 15 Plus byla zvýšena kapacita baterie oproti předchozím modelů. iPhone 15 má kapacitu 3 877 mAh, předchozí iPhone 14 měl 3 279 mAh, iPhone 15 Plus 4 912 mAh oproti 4 325 mAh u iPhonu 14 Plus.

#### USB-C
iPhone 15 a 15 Plus jsou prvními modely, které budou mít namísto klasického konektoru Lightning, konektor USB-C, po přijetí návrhu Evropské komise. Proti high-end verzím má iPhone 15 a 15 Plus nižší rychlost USB-C – používá USB 2.0 s rychlostí 480 Mbps (tj. 60 MBps), což odpovídá rychlosti předchozího konektoru Lightning. Proti původním spekulacím nemá USB konektor žádná omezení (původní Lightning konektor omezoval možnosti připojení kabelů a příslušenství pouze na výrobky certifikované v programu „Made for iPhone“).

### Software
iPhone 15 a 15 Plus budou vydávány s iOS 17.

## Design
Barevná provedení iPhonu 15 a 15 Plus jsou černá, modrá, zelená, žlutá a růžová barva.
| Color | Name   |
| ----- | ------ |
|       | Modrá  |
|       | Růžová |
|       | Žlutá  |
|       | Zelená |
|       | Černá  |

## Kontroverze
Podle některých benchmarkových testů je procesor A16 výkonnější než aktuální desktopové procesory. Problém je způsoben tím, že benchmark GeekBench 6 testuje výkon procesor ve velmi krátkých úsecích (burst), které nezpůsobí omezení rychlosti vlivem přehřívání, nedostatečné napájecí kapacity nebo systémem úspory spotřeby elektrické energie. Je tak získána informace o maximálním teoretickém výkonu (a nikoli reálném). Benchmarky, které testují výkon procesoru v delších úsecích nebo kontinuálně, vykazují pro A16 podstatně nižší výkon.